# محمد الشوكاني

كتاب نيل الأوطار أشهر مؤلفات الشوكاني

مُحَمَّدُ بْنُ عَلِيِّ بْنِ مُحَمَّدِ بْنِ عَبْدِ اللَّٰهِ الشَّوْكَانِيُّ الصَّنْعَانِيُّ، الملقب بـبدر الدين الشوكاني، أحد أبرز علماء أهل السنة والجماعة وفقهائها، ومن كبار علماء اليمن ولد في هجرة شوكان في اليمن 1173 هـ ونشأ بصنعاء، وولي قضاءها سنة 1209 هـ ومات حاكمًا بها في سنة 1250 هـ.

## حياته
ولد في وسط نهار الاثنين الثامن والعشرين من شهر ذي القعدة سنة 1173 هجرية في بلده هجرة شوكان، ونشأ في صنعاء، وتلقى العلم على شيوخها. اشتغل بالقضاء والإفتاء.
نشأ بصنعاء اليمن، وتربى في بيت العلم والفضل فنشأ نشأة دينية طاهرة، تلقى فيها معارفه الأولى على والده وأهل العلم والفضل في بلدته، فحفظ القرآن الكريم وجوّده، ثم حفظ كتاب «عيون الأزهار» للإمام المهدي في فقه الزيدية ومختصر الفرائض للعُصيفيري وملحة الأعراب في صناعة الإعراب للحريري، والكافية والشافية لابن الحاجب، وغير ذلك من المتون التي اعتاد حفظها طلاب العلم في القرون المتأخرة.
وكان ـ رحمه اللّه تعالى ـ كثير الاشتغال بمطالعة كتب التاريخ، والأدب، وهو لايزال مشتغلاً بحفظ القرآن الكريم.
ومما ساعد الإمام الشوكاني على طلب العلم والنبوغ المبكر: وجوده وتربيته في بيت العلم والفضل، فإن والده ـ رحمه اللّه تعالى ـ كان من العلماء المبرزين في ذلك العصر، كما أن أكثر أهل هذه القرية كانوا كذلك من أهل العلم والفضل قال الشيخ «الشوكاني» عن والده وأهل قريته:
«... وهذه الهجرة معمورة بأهل الفضل والصلاح والدين من قديم الزمان، لايخلو وجود عالم منهم في كل زمن، ولكنه يكون تارة في بعض البطون، وتارة في بطن أخرى، ولهم عند سلف الأئمة جلالة عظيمة، وفيهم رؤساء كبار، ناصروا الأئمة، ولاسيما في حروب الأتراك، فإن لهم في ذلك اليد البيضاء، وكان فيهم إذ ذاك علماء وفضلاء، يعرفون في سائر البلاد الخولانية بالقضاة».
استطاع «الشوكاني» أن يستفيد من علماء عصره، وما أكثرهم، فأخذ يطلب العلم بجميع فنونه: فقرأ «شرح الأزهار» على والده، و «شرح الناظري» على «مختصر العصيفيري».
كما قرأ «التهذيب» للعلامة التفتازاني، و «تلخيص المفتاح» في علوم البلاغة للقزويني، والغاية لابن الإمام، و «مختصر المنتهى» لابن الحاجب في أصول الفقه، و «منظومة ابن الجزري» في القراءات و «منظومة القوى» الجزار في العروض، و «آداب البحث والمناظرة» للإمام عضد الدين الإيجي، وما إلى ذلك من سائر العلوم النقلية والعقلية.
وظل هكذا ينتقل بين العلماء، يتلقَّى عليهم، ويستفيد منهم، حتى صار إماماً يشار إليه بالبنان، ورأسا يرحل إليه، فقصده طلاب العلم والمعرفة للأخذ عنه، من اليمن والهند، وغيرهما حتى طار صيته في جميع البلاد، وانتفع بعلمه كثير من الناس.
وقد تأثر الإمام الشوكاني بشخصيَّات كثيرة من العمالقة الذين كانوا قبله:
منهم من بلده اليمن، وأشهرهم: العلامة محمد بن إبراهيم الوزير، والعلامة محمد بن إسماعيل الأمير (ت 1182هـ)، والعلامة الحسن بن مهدي المقبلي (ت 1108هـ)، والحسين أحمد الجلال (ت 804 هـ) ومنهم من غير بلده ولم يكونوا في عصره، وعلى رأسهم: ابن حزم الأندلسي (ت 456هـ)، وشيخ الإسلام ابن تيمية (ت 728 هـ).

## وفاته
توفي الشوكاني في ليلة الأربعاء السابع والعشرين من شهر جمادى الآخرة سنة (1250 هـ/1834م).

## أبرز شيوخه
- العلامة الحسن بن إسماعيل المغربي (ت 1208هـ): وقد وصفه الشوكاني بأنه كان يقبل عليه إقبالاً زائداً، ويعينه على الطلب بكتبه، وهو من أرشده إلى شرح «المنتقى»، وأنه تأثر به في تقوية حياته الروحية، وتكوينه الخلقي، وخاصة خلق التواضع، وقد سمع منه «التنقيح في علوم الحديث».
- الإمام الحافظ عبد القادر بن أحمد الكوكباني (ت 1207هـ): وقد وصفه الشوكاني بأنه كان أبرز علماء عصره وأكثرهم إفادة، وذكر أنه لم يكن في اليمن له نظير، وأقر له بالتفرد في جميع العلم كل أحد -وهو من تلاميذ الإمام ابن الأمير الصنعاني، وحامل لواء السنة بعده- وقد قرأ عليه الشوكاني مختلف الفنون من حديث وتفسير ومصطلح وغيره، وقد سمع منه «صحيح مسلم» و«سنن الترمذي» وبعض «موطأ مالك» وبعض «فتح الباري» وبعض «الشفاء».
- العلامة محمد علي بن إبراهيم بن علي بن إبراهيم بن أحمد بن عامر الشهيد (ت 1208هـ): قال عنه الشوكاني: كان إماماً في جميع العلوم، محققاً لكل فن، ذا سكينة ووقار، قل أن يوجد له نظير، وهو شيخ الشوكاني في «صحيح البخاري» حيث سمعه منه من أوله إلى آخره.
- هادي بن حسين القارني (ت 1247هـ): شيخ الشوكاني في القراءات والعربية، ثم أخذ عنه شرح «المنتقى» وغيره.
- العلامة أحمد بن محمد الحرازي (ت 1227هـ): لازمه الشوكاني ثلاث عشرة سنة وبه انتفع في الفقه.

## تلاميذه
تتلمذ عليه عدد كبير من العلماء من مذاهب مختلفة، قد يصل أو يتجاوز عددهم المائة تلميذ، منهم: ابنه القاضي أحمد بن محمد الشوكاني (ت 1281 هـ)، عبد الله بن عيسى الكوكباني (ت 1224هـ)، إسماعيل بن أحمد الكبسي (ت 1248 أو 1250 هـ)، محمد عابد السندي (ت 1257هـ)، يحيى بن المطهر (ت 1268 هـ)، محمد صديق حسن خان (ت 1307 هـ)، محمد بن محمد زبارة (ت 1381هـ).

## مؤلفاته
له مؤلفات كثيرة تجاوزت مائة وأربعة عشر منها:
- نيل الأوطار في الحديث.
- فتح القدير في التفسير.
- ٳرشاد الفحول إلى إلى تحقيق الحق من علم الاصول
- ابطال دعوى الإجماع في تحرم مطلق السماع
- شرح الصدور بتحريم رفع القبور
- إرشاد الثقات إلى إتفاق الشرائع على التوحيد والمعاد والنبوات
- تحفة الذاكرين بعدة الحصن الحصين من كلام سيد المرسلين
- رفع الباس عن حديث النفس والهم والوسواس
- البدر الطالع بمحاسن من بعد القرن السابع
- السيل الجرار المتدفق على حدائق الأزهار
- الأدلة الرضية لمتن الدرر البهية في المسائل الفقهية
- إرشاد الغبي إلى مذهب أهل البيت في صحب النبي
- الفتح الرباني من فتاوى الإمام الشوكاني
- بلوغ المنى في حكم الاستمناء
- الدرر البهية في المسائل الفقهية
- الدراري المضية شرح الدرر البهية
- القول الجلي في حكم لبس النساء للحلي
- رفع الالتباس لفوائد حديث ابن عباس
- رسالة في حكم التصوير
- در السحابة في مناقب القرابة والصحابة
- الدر النضيد في إخلاص كلمة التوحيد
- الفوائد المجموعة في الأحاديث الموضوعة
- الدواء العاجل في دفع العدو الصائل
- وبل الغمام على شفاء الأوام
- أدب الطلب ومنتهى الأرب
- القول المفيد في أدلة الاجتهاد والتقليد
- السلوك الإسلامي القويم
- التحف في مذاهب السلف
- البحث المسفر عن تحريم كل مسكر ومفتر

## روابط خارجية
- ترجمة الشوكاني - الموسوعة الإسلامية